# Odüsszeia
Az Odüsszeia (ógörögül Ὀδύσσεια) Homérosznak tulajdonított Kr. e. VIII. századi eposz, az Iliasz folytatása. Ithaka királyának, Odüsszeusznak kalandos hazatérését és viszontagságos kalandjait meséli el Trója ostroma után. 
Odüsszeusz korának ideálját testesíti meg: okos, kíváncsi, művelt, találékony, emellett erős, bátor és jó harcos.

## Az elbeszélés technikája

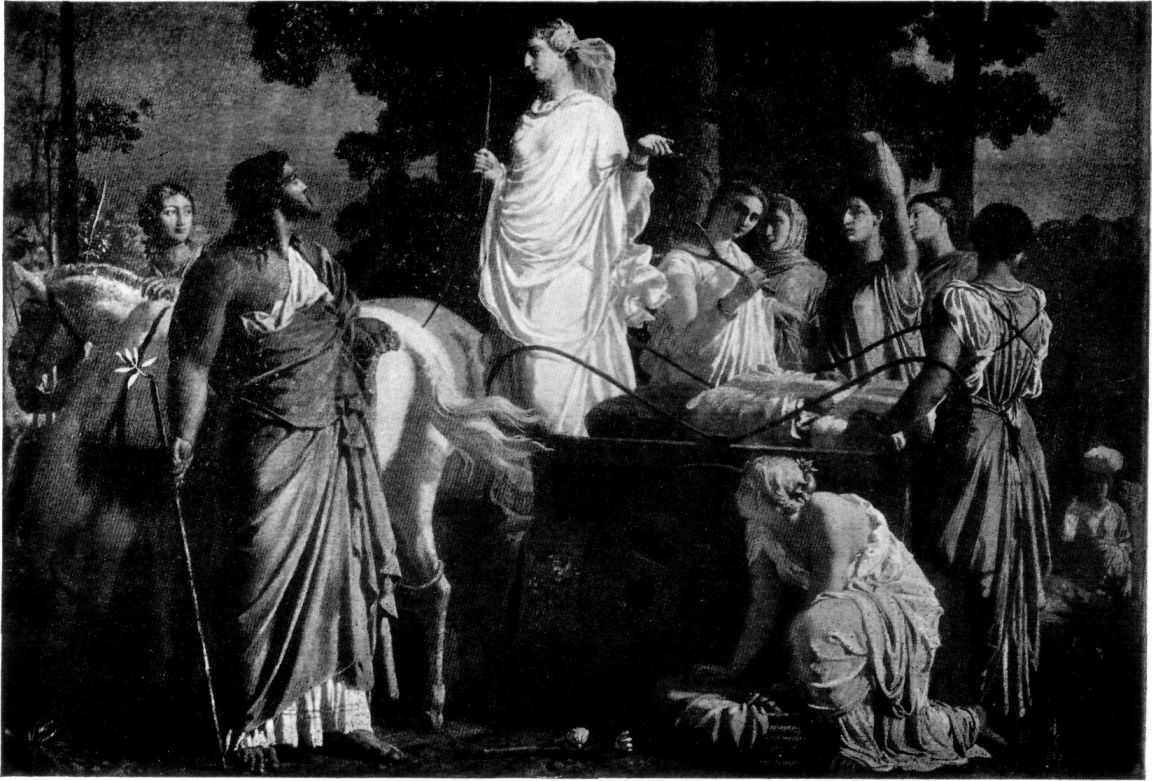
Odüsszeusz és Nauszikaa – Charles Gleyre alkotása

Az Odüsszeia, akárcsak az Iliasz, egy 24 énekre tagolt, 12110 hexameterből álló eposz.

40 napot ölel fel jelen időben, az események többi részét elbeszélésekből és utalásokból ismerheti meg az olvasó.

A műben a háború következményei és a pusztítás utóhatásai bontakoznak ki az Iliaszban még nem hangsúlyos szerepű Odüsszeusz személyes sorsában.
A költő – az Iliaszhoz hasonlóan – itt is érvényre juttatja az „in medias res” technikát, hiszen a Trója pusztulása óta Odüsszeusszal, a családjával és a többiekkel történtekről csupán később értesülünk, de már nem elszórt utalásokból, hanem Odüsszeusz és az eseményeket átélt bajtársak első személyű visszatekintő elbeszéléseiből. Az események felidézésének kétféle technikája az eposzok lényegi különbségén alapszik: a háborút az egyén oldaláról szemügyre vevő történet törvényszerűen szubjektívebb és líraibb elbeszélést igényel, és ennek csak az egyes személyű elbeszélések lendülete képes megfelelni.
Még egy igen jelentős különbség mutatkozik már rögtön az eposzok indításánál: míg az Iliasz azt hangsúlyozza, hogy egyetlen embernek mindjárt az első énekben kirobbanó haragja milyen következményekkel jár a közösségre nézve, addig az Odüsszeiában a látszólag végleg elveszett egyénért indul meg a harc: az ötödik énekig színre sem lépő Odüsszeuszért Pallasz Athéné megmozgatja az istenek gyülekezetét és a hős otthon maradt fiát.

## Cselekmény
Az istenek gyülekezetében elhangzott első retrospektív elbeszélésből tudjuk meg, hogy Trója elfoglalása után tíz évvel Odüsszeusz még mindig nem tért haza Ithaka szigetére, ahol pedig házát idegenek dúlják, s feleségét, Pénelopét feleségül kérik abban a hiszemben, hogy Odüsszeusz már rég halott. Fia, Télemakhosz apja keresése közben további retrospektív elbeszélésekből hall a háború eseményeiről.
A sok kalandon átment főhős ezalatt Kalüpszó nimfánál él egy eldugott szigeten, Ógügién, egész addig, amíg a nimfa az istenek parancsára útnak nem bocsátja. Odüsszeusz már közel van hazájához, amikor Poszeidón isten haragjából hatalmas vihart zúdít rá, s ez elsodorja a phaiakok mesés szigetére.
A phaiakok szigetén Athéné istennő sugallatára először Alkinoosz király leánya, a „hókarú” Nauszikaa veszi oltalmába, majd maga a király. Az ő udvarában teljesedik ki a visszatekintő elbeszélési technika, hiszen itt mondja el Odüsszeusz kalandjait Trója pusztulásáról, a kikónokkal folytatott harcot, a lótuszevőket, az egyik küklopsszal, az egyszemű óriás Polüphémosszal való harcot, látogatásukat Aiolosznál, a szelek királyánál, az óriás laisztrügónokat, a varázslónő Kirkét, leszállását az Alvilágba, az emberevő szörnyeteget, a Szküllát és a félelmetes örvényt, a Kharübdiszt, végül pedig azt, hogyan ették meg a társai az ő szigorú tilalma ellenére Héliosz napisten marháit, amiért valamennyiüknek el kellett veszni, csak Odüsszeusz találhatott oltalmat Kalüpszó szigetén.
Alkinoosz gazdag ajándékokkal küldi haza Odüsszeuszt, aki előbb öreg koldus képében ismerkedik az otthoni viszonyokkal, az őt hazaváró hűséges kondással, Eumaiosszal, az urát a koldus képében is felismerő öreg dajkával, Eurükleiával, feleségével, fiával, Télamakhosszal, s a hazatértére nem számító, a koldussal embertelenül bánó kérőkkel.
Pénelopé Athéné sugallatára íjászversenyt rendez, s annak ígéri kezét, aki Odüsszeusz íját felajzza, és azzal célba is talál. Erre a kérők közül senki sem képes, csak Odüsszeusznak sikerül. Ekkor megismerteti magát a kérőkkel, s fia és Eumaiosz segítségével valamennyiüket megöli.
A kérők rokonai vérbosszúra készülnek, de Athéné végül békességet szerez.

## Az Odüsszeia gondolatvilága

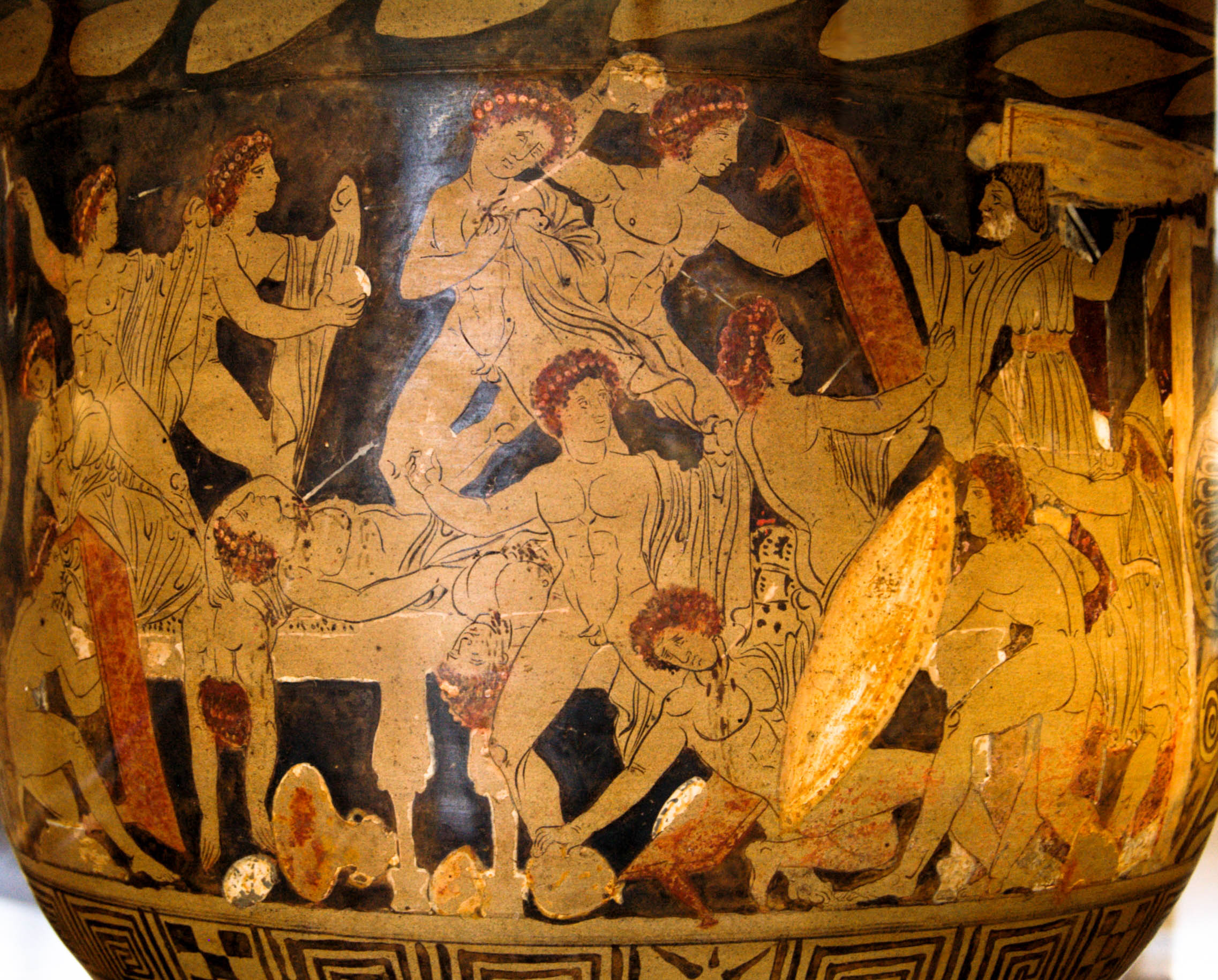
A kérők lemészárlása – vörösalakos váza (Kr. e. 330 körül)

Az Odüsszeia eszményképe az Iliásszal szemben már nem a csak-kardjával-hős Akhilleusz, hanem a vitézsége mellett leleményességével is érvényesülő Odüsszeusz. Az ő ötlete volt a faló, amelynek segítségével a görög seregek végül elfoglalták Tróját, s amelynek történetére az eposzban újra és újra utalás történik. Tróját végül tehát a leleményesség foglalta el, és nem a nyers erő. Ez egyben egy új kor küszöbét is jelentette: a hősi eszményképek helyett a lassan fejlődő árutermelés, a kereskedelmi vállalkozások, a piachoz való alkalmazkodás stb. egyéni kezdeményezést, szellemi mozgékonyságot is igényelt. Az eposz történetének idején természetesen ez a folyamat még igencsak a kezdetén tartott, de az Odüsszeia eszményei e kor felé mutatnak.
Ugyancsak az újra meginduló hajós vállalkozások, a felfedezések öröme és a „messziről jött ember” ellenőrizhetetlen meséje áll az Odüsszeia földrajzi világképe, illetve Odüsszeusz térképen semmi esetre sem nyomon követhető bolyongása mögött.
Mindezek a jellemzők arra is mutatnak, hogy Homérosz az Iliasztól eltérő közönségnek szánhatta művét. Míg az Iliasz tendenciózusan a múltbeli események felé fordult, az Odüsszeia ideálja a korabeli görög valóságban gyökerezett. Az Odüsszeia célközönsége kevésbé lehetett arisztokratikus, mint az Iliaszé, így érthető, hogy a műben itt-ott a korabeli arisztokrácia kritikája is teret nyer, erre az egyik legszebb példa a kérők viselkedésének leírása.
A műben a népi epika varázsos és mesés vonásai (varázslónők, óriások, átváltozások stb.) is megjelennek. Az arisztokráciától való távolodással függ össze a költői öntudat első, itt még közvetett megnyilvánulása az európai irodalomban, amely mindjárt két szinten is jelentkezik. Egyrészt az eposzok invokációja közti különbségben: míg az Iliaszban a költő a Múzsát szólítja fel az események elbeszélésére, addig az Odüsszeiában már csupán annyi szerepet szán az istennőnek, hogy neki, a költőnek mesélje el a hős kalandjait, s ezek közvetítése a hallgatóság felé a továbbiakban már az ő feladata. Másrészt az eposz énekesei (a phaiákok udvarában Démodokosz, Odüsszeusz ithakai palotájában Phémiosz) megkülönböztetett tiszteletben részesülnek, és öntudatuk az udvar bármelyik másik alkalmazottjáénál nagyobb.

## Odüsszeusz kalandjai
A 9., 10., 11. és 12. ének tartalmazza Odüsszeusz kalandjait. Az író itt a hősnek adja át a szót. A kalandok időrendi sorrendben vannak. A helyszín, ahol Odüsszeusz bolyongott, földrajzilag nem meghatározható, bár egyes, valódi földrajzi alakzatok (pl. a Maleia-fok, a Messinai-szoros) felbukkannak benne, sőt, egyes tanulmányok a műben megjelenő leírások, utalások (mint például a szelek iránya, áramlási viszonyok) alapján az összes, az eposzban szereplő helyszínt megfeleltetik a Földközi-tenger medencéjének egyes pontjaival.
A 10 kaland:
1. Kikónok földje
2. Lótuszevők szigete
3. Küklópeia (küklopszok szigete): Pholüphémosz barlangja
4. Szelek királyának szigete (Aiolosz úszó szigete)
5. Emberevő óriások szigete
6. Kirké istennő szigete (aki a varázslónő házába lép, azt ő disznóvá változtatja)
7. Alvilág (jóslatot kap Odüsszeusz)
8. Szirének szigete
9. Szkülla és Kharübdisz, a tengeri hatfejű, tizenkét lábú szörny szigete és a tengeri örvény
10. Héliosz Napisten szigete (a Napisten teheneit megeszik, a társak egy része odavész)

Az Ezeregyéjszakából ismert Szindbád kalandjai nagy hasonlóságot mutatnak egyes itt felsorolt kalandokkal.

## Fordítások
- Odussia, Livius Andronicustól: rövidített, romanizált változat, a legkorábbi fennmaradt latin irodalmi mű

Magyar fordítások
- Dugonics András (1780)
- Télfy Iván (é. n. 1816-1902)
- Szabó István (1864)
- Kemenes Kempf József (1906)
- Vértesy Jenő (1909)
- Gyomlay Gyula (1920)
- Devecseri Gábor (1947)
- Mészöly Gedeon (1959)